# بغنونية بنفسجية
بغنونية بنفسجية (الاسم العلمي: Bignonia violacea) هو نوع من النباتات يتبع جنس البغنونية من الفصيلة البنيونية.